# Польша на Европейских играх 2015
Польша на I Европейских играх, которые прошли в июне 2015 года в столице Азербайджана, в городе Баку, была представлена 214 спортсменами в 24 видах спорта..

## Медали
| Серебро |                                                                       |                                                        |         |
| №       | Спортсмены                                                            | Вид спорта (дисциплина)                                | Дата    |
| 1       | Кароль Робак                                                          | Тхэквондо (до 68 кг, мужчины)                          | 17 июня |
| Бронза  |                                                                       |                                                        |         |
| №       | Спортсмены                                                            | Вид спорта (дисциплина)                                | Дата    |
| 1       | Мая Влощовская                                                        | Велоспорт (маунтинбайк, женщины)                       | 13 июня |
| 2       | Каролина Ная Эдита Дзенишевская Эвелина Войнаровская Беата Миколайчик | Гребля на байдарках и каноэ (K-4, 500 метров, женщины) | 15 июня |

| Медали по видам спорта      | Медали по видам спорта | Медали по видам спорта | Медали по видам спорта | Медали по видам спорта |
| --------------------------- | ---------------------- | ---------------------- | ---------------------- | ---------------------- |
| Вид спорта                  | 1                      | 2                      | 3                      | Итого                  |
| Велоспорт                   | 0                      | 0                      | 1                      | 1                      |
| Гребля на байдарках и каноэ | 0                      | 0                      | 1                      | 1                      |
| Тхэквондо                   | 0                      | 1                      | 0                      | 1                      |
| Всего                       | 0                      | 1                      | 2                      | 3                      |

## Состав команды
Борьба
Греко-римская борьба
- Матеуш Бернатек
- Матеуш Вольний
- Аркадиуш Гуцик
- Лукаш Конера
- Даниэль Рутковский
- Дамиан Яниковский

Велоспорт
 Маунтинбайк
- Марек Конва
- Мая Влощовская
- Паула Горицка
- Моника Жур

 Карате
- Камил Варда

 Триатлон
- Матеуш Рак
- Милош Совинский
- Агнешка Ежик
- Паулина Котфица
- Мария Чесник

 Тхэквондо
- Кароль Робак

## Результаты

### Борьба
В соревнованиях по борьбе разыгрывалось 24 комплекта наград. По 8 у мужчин и женщин в вольной борьбе и 8 в греко-римской. Турнир проходил по олимпийской системе с выбыванием. В утешительный раунд попадали участники, проигравшие в своих поединках будущим финалистам соревнований. Каждый поединок состоит из двух раундов по 3 минуты, победителем становится спортсмен, набравший большее количество баллов. По окончании схватки, в зависимости от результатов в каждом из раундов спортсменам начисляются классификационные очки.
Мужчины
Греко-римская борьба
Легенда: 

VT — победа на туше; 

PP — победа по очкам с техническим баллом у проигравшего; 

PO — победа по очкам без технического балла у проигравшего; 

SP — техническое превосходство, победа по очкам с разницей более, чем в 6 баллов с техническим баллом у проигравшего; 

ST — техническое превосходство, победа по очкам с разницей более, чем в 6 баллов без технического балла у проигравшего; 

| Соревнование | Спортсмены         | Первый раунд                   | 1/8 финала                   | Четвертьфинал        | Полуфинал            | Финал                | Место |
| Соревнование | Спортсмены         | Соперник Результат             | Соперник Результат           | Соперник Результат   | Соперник Результат   | Соперник Результат   | Место |
| ------------ | ------------------ | ------------------------------ | ---------------------------- | -------------------- | -------------------- | -------------------- | ----- |
| до 59 кг     | Аркадиуш Гуцик     | А. Мануилидис (GRE) П 1:3 (PP) | Завершил выступление         | Завершил выступление | Завершил выступление | Завершил выступление | 15    |
| до 66 кг     | Матеуш Бернатек    | Ф. Арутюнян (SWE) П 1:3 (PP)   | Завершил выступление         | Завершил выступление | Завершил выступление | Завершил выступление | 18    |
| до 71 кг     | Даниэль Рутковский | не участвовал                  | Н. Савченко (UKR) П 0:4 (ST) | Завершил выступление | Завершил выступление | Завершил выступление | 18    |
| до 75 кг     | Матеуш Вольний     | И. Пушкашу (ROU) П 0:3 (PO)    | Завершил выступление         | Завершил выступление | Завершил выступление | Завершил выступление | 21    |
| до 85 кг     | Дамиан Яниковский  | не участвовал                  | Р. Ацицзир (GER) П 0:3 (PO)  | Завершил выступление | Завершил выступление | Завершил выступление | 20    |
| до 98 кг     | Лукаш Конера       | Т. Лахти (FIN) П 1:3 (PP)      | Завершил выступление         | Завершил выступление | Завершил выступление | Завершил выступление | 13    |

### Велоспорт

#### Маунтинбайк
Соревнования по маунтинбайку проводилились в построенном специально для игр велопарке. Дистанция у мужчин составляла 36,7 км, а у женщин 27,9 км.
Мужчины
| Соревнование | Спортсмены  | Результат | Место | Отставание |
| ------------ | ----------- | --------- | ----- | ---------- |
| Кросс-кантри | Марек Конва | 1:47:36   | 12    | +6:32      |

Женщины
| Соревнование | Спортсмены     | Результат | Место | Отставание |
| ------------ | -------------- | --------- | ----- | ---------- |
| Кросс-кантри | Мая Влощовская | 1:33:13   | 3     | +2:08      |
| Кросс-кантри | Моника Жур     | 1:37:23   | 9     | +6:18      |
| Кросс-кантри | Паула Горицка  | 1:41:11   | 15    | +10:06     |

### Гребля на байдарках и каноэ
Соревнования по гребле на байдарках и каноэ проходили в городе Мингечевир на базе олимпийского учебно-спортивного центра «Кюр». Разыгрывалось 15 комплектов наград. В каждой дисциплине соревнования проходили в три этапа: предварительный раунд, полуфинал и финал.
Мужчины
| Соревнование     | Спортсмены         | Предварительный раунд | Предварительный раунд | Предварительный раунд | Полуфинал     | Полуфинал     | Полуфинал     | Финал    | Финал   | Итоговое место |
| Соревнование     | Спортсмены         | Заплыв                | Время                 | Место                 | Заплыв        | Время         | Место         | Время    | Место   | Итоговое место |
| ---------------- | ------------------ | --------------------- | --------------------- | --------------------- | ------------- | ------------- | ------------- | -------- | ------- | -------------- |
| K-1, 1000 метров | Мартин Бжежиньский | 3                     | 3:42,461              | 4 (Q)                 | 2             | 3:28,718      | 6 (QB)        | Финал B  | Финал B | 14             |
| K-1, 1000 метров | Мартин Бжежиньский | 3                     | 3:42,461              | 4 (Q)                 | 2             | 3:28,718      | 6 (QB)        | 3:37,345 | 5       | 14             |
| C-1, 1000 метров | Томаш Качор        | 2                     | 4:00,357              | 2 (Q)                 | не участвовал | не участвовал | не участвовал | 3:54,908 | 4       | 4              |

Женщины
| Соревнование    | Спортсмены                                                            | Предварительный раунд | Предварительный раунд | Предварительный раунд | Полуфинал      | Полуфинал      | Полуфинал      | Финал    | Финал | Итоговое место |
| Соревнование    | Спортсмены                                                            | Заплыв                | Время                 | Место                 | Заплыв         | Время          | Место          | Время    | Место | Итоговое место |
| --------------- | --------------------------------------------------------------------- | --------------------- | --------------------- | --------------------- | -------------- | -------------- | -------------- | -------- | ----- | -------------- |
| K-4, 500 метров | Каролина Ная Эдита Дзенишевская Эвелина Войнаровская Беата Миколайчик | 2                     | 1:34,463              | 3 (Q)                 | не участвовали | не участвовали | не участвовали | 1:33,979 | 3     | 3              |

### Карате
Соревнования по карате проходили в Бакинском кристальном зале. В каждой весовой категории принимали участие по 8 спортсменов, разделённых на 2 группы. Из каждой группы в полуфинал выходили по 2 спортсмена, которые по системе плей-офф разыгрывали медали Европейских игр.
Мужчины
| Соревнование | Спортсмены  | Групповой этап         | Групповой этап       | Групповой этап        | Место    | 1/2 финала           | Финал                | Итоговое место       |
| Соревнование | Спортсмены  | 1 поединок             | 2 поединок           | 3 поединок            | Место    | 1/2 финала           | Финал                | Итоговое место       |
| ------------ | ----------- | ---------------------- | -------------------- | --------------------- | -------- | -------------------- | -------------------- | -------------------- |
| До 84 кг     | Камил Варда | Группа A               | Группа A             | Группа A              | Группа A | Завершил выступление | Завершил выступление | Завершил выступление |
| До 84 кг     | Камил Варда | Н. Маэстри (ITA) П 0:2 | У. Акташ (TUR) П 1:9 | А. Карачи (KOS) П 1:4 | 4        | Завершил выступление | Завершил выступление | Завершил выступление |

### Триатлон
Соревнования по триатлону состояли из 3 этапов — плавание (1,5 км), велоспорт (40 км), бег (9,945 км).
Мужчины
| Соревнование | Спортсмены      | Плавание | Смена | Велоспорт | Смена | Бег   | Итоговое время | Место | Отставание |
| ------------ | --------------- | -------- | ----- | --------- | ----- | ----- | -------------- | ----- | ---------- |
| Мужчины      | Матеуш Рак      | 19:27    | 0:46  | 57:42     | 0:28  | 35:01 | 1:53:24        | 27    | +4:53      |
| Мужчины      | Милош Совинский | 20:22    | 0:46  | 1:00:15   | 0:27  | 35:46 | 1:57:36        | 41    | +9:05      |

Женщины
| Соревнование | Спортсмены      | Плавание | Смена | Велоспорт | Смена | Бег   | Итоговое время | Место | Отставание |
| ------------ | --------------- | -------- | ----- | --------- | ----- | ----- | -------------- | ----- | ---------- |
| Женщины      | Агнешка Ежик    | 22:02    | 0:49  | 1:05:01   | 0:26  | 36:09 | 2:04:27        | 9     | +3:59      |
| Женщины      | Мария Чесник    | 21:52    | 0:57  | 1:05:05   | 0:32  | 36:07 | 2:04:33        | 10    | +4:05      |
| Женщины      | Паулина Котфица | 21:33    | 0:51  | 1:05:34   | 0:31  | 37:19 | 2:05:48        | 18    | +5:20      |

### Тхэквондо
Соревнования по тхэквондо проходят по системе с выбыванием. Для победы в турнире спортсмену необходимо одержать 4 победы. Тхэквондисты, проигравшие по ходу соревнований будущим финалистам, принимают участие в утешительном турнире за две бронзовые медали.
Мужчины
| Категория | Спортсмены   | Первый раунд             | Четвертьфинал         | Полуфинал                | Финал                    | Место |
| Категория | Спортсмены   | Соперник Результат       | Соперник Результат    | Соперник Результат       | Соперник Результат       | Место |
| --------- | ------------ | ------------------------ | --------------------- | ------------------------ | ------------------------ | ----- |
| до 68 кг  | Кароль Робак | С. Тазегюль (TUR) В 21:9 | М. Силва (POR) В 10:2 | В. Арвентий (MDA) В 13:1 | А. Тагизаде (AZE) П 9:10 | 2     |